# Graham Gristwood
Graham Gristwood, född 31 maj 1984 i Woking. Brittisk orienterare. Bosatt i Södertälje.
Gristwood ingick i det brittiska laget som tog guld vid VM i orientering 2008. Han ingick också i det lag från Södertälje-Nykvarn Orientering som tog guld i SM Stafett H 21 år 2011.